# 篠原資明
篠原 資明（しのはら もとあき、1950年 - ）は、日本の哲学者・詩人（日本文芸家協会会員）・美術評論家（国際美術評論家連盟会員、2014～2015年 日本美術評論家連盟常任委員）。京都大学名誉教授。京都市立芸術大学客員教授、国立美術館運営委員会会長。専門は、哲学・美学。

## 経歴
1950年、香川県生まれ。1975年、京都大学文学部哲学科を卒業。1980年、同大学院文学研究科美学美術史学専攻博士課程を単位取得満期退学し、京都大学文学部助手となった。
その後は大阪芸術大学助教授、東京芸術大学専任講師となった。京都大学総合人間学部助教授となり、後に教授昇進。学外では、2005年4月から2015年3月まで国立美術館外部評価委員をつとめた。2006年、『トランスエステティーク』を京都大学に提出して文学博士号を取得。学界では、美学会会長(2010年10月～2013年10月)、日本学術会議連携会員(2011年10月～2017年10月)をつとめた。2014年4月～2016年3月、高松市美術館アート・ディレクター。2016年に京都大学を定年退任し、名誉教授となった。その後は、2016年4月から2021年3月まで高松市美術館館長をつとめた。

## 研究内容・業績
- 哲学者としては、あいだ哲学と交通論を提唱し、ウンベルト・エーコを研究・紹介した。
- 自ら創作活動を行い、詩人としては方法詩を提唱し、実践する。
- 美術評論家としても活動しており、森村泰昌や村上隆を早くに評価したことでも知られる。
- 空海を発見してからは、「まぶさび」の理念のもとに知・行・遊を統括する「まぶさび庵」を主宰している。
- ＮＨＫ教育テレビ「ＮＨＫ歌壇」（2001年10月14日）、日本テレビ「世界一受けたい授業」（2015年7月25日）など、テレビ出演あり。
- 資生堂のグローバル・プロジェクト「美は時を超える」のために和歌を詠み、その和歌に基づき製作された手箱が、2019年、下鴨神社に奉納され、公開された。その手箱は、和歌にある言葉にちなみ、「時ららの手箱」と呼ばれる。

### 方法詩
方法詩とは、新たな型を自ら提案し、その型に即して詩作するというものである。超絶短詩という詩型も方法詩の一種である。超絶短詩とは、ひとつの語句を、擬音語・擬態語を含む広義の間投詞と、別の語句とに分解するというもので、たとえば、「嵐」という詩篇は、「あら　詩」となる。分解されたあとの語句が、間投詞以外はひとまとまりの語句でなければならないという点で、明らかにぎなた読みとは区別される。なぜなら、「ぎなた」は意味ある語句とはいえないからである。なお、既刊詩集には、方法詩以前ないしは以外のものも含まれる。
- 『さい遊記』1989年、思潮社
- 『サイ遊記』1992年、思潮社
- 『わるびれ』1994年、思潮社
- 『滝の書』1995年、思潮社
- 超絶短詩集『物騒ぎ』1996年、七月堂
- 超絶短詩集『水もの』1996年、七月堂
- 『平安にしずく』1997年、思潮社
- 超絶短詩集『桃数寄』1998年、七月堂
- 超絶短詩集『摘み分け源氏』1999年、七月堂
- 『愛のかたち』2001年、七月堂
- 超絶短詩集『玉枝折り』2002年、七月堂
- 超絶短詩集『百人一滝』2003年、七月堂
- 『崩楽』2004年、私家版
- 超絶短詩マンダラ『仏笑』2005年、私家版
- 超絶短詩集『星しぶき』2007年、七月堂
- 『ほう賽句集』2008年、七月堂
- 詩集『空うみのあいだ』2009年、思潮社
- 超絶短詩集『一』2013年、私家版（ポスター詩集）
- 超絶短詩集『京の空には蕪村星』2015年、私家版（ポスター詩集）
- 『雲』2015年、七月堂
- 超絶短詩集『吉田山百人一晶』（編著）2016年、七月堂
- 超絶短詩集『秘剣まぶさび』2023年、七月堂

## 著書（創作以外）
- 『漂流思考 ベルクソン哲学と現代芸術』弘文堂 1987／講談社学術文庫 1998
- 『トランスアート装置』思潮社 1991
- 『トランスエステティーク 芸術の交通論』岩波書店 1992
- 『五感の芸術論』未來社 1995
- 『言の葉の交通論』五柳書院 1995
- 『心にひびく短詩の世界』講談社現代新書 1996
- 『ドゥルーズ ノマドロジー』（現代思想の冒険者たち）講談社 1997
- 『エーコ 記号の時空』（現代思想の冒険者たち）講談社 1999
- 『言霊ほぐし』五柳書院 2001
- 『まぶさび記 空海と生きる』弘文堂（「生きる思想」シリーズ）2002
- 『ベルクソン〈あいだ〉の哲学の視点から』岩波新書 2006
- 『空海と日本思想』岩波新書 2012
- 『差異の王国 美学講義』晃洋書房 2013
- 『まず美にたずねよ 風雅モダンへ』岩波書店 2015
- 『あいだ哲学者は語る どんな問いにも交通論』晃洋書房 2018

### 編著
- 『芸術の線分たち フランス哲学横断』昭和堂 1988
- 『現代芸術の交通論 西洋と日本の間にさぐる』丸善 2005
- 『岩波講座 哲学』岩波書店 全15巻 2008-09、編集委員

### 翻訳
- ウンベルト・エーコ『開かれた作品』和田忠彦共訳 青土社 1984/新版2011
- ウンベルト・エーコ『物語における読者』青土社 1993/新版2011
- エドワード・ルーシー＝スミス『20世紀美術家列伝』南雄介・上田高弘共訳 岩波書店 1995
- リオタール『非人間的なもの 時間についての講話』上村博・平芳幸浩共訳、叢書ウニベルシタス・法政大学出版局 2002/新版2010